# زمین‌لرزه ۱۳۹۲ دشتستان
زمین‌لرزه دشتستان، زمین لرزه‌ای به بزرگی ۵٫۶ در مقیاس بزرگای گشتاوری و ۵،۷ در مقیاس ریشتر در عمق ۱۶،۴ کیلومتری زمین بود که ساعت ۱۷:۲۱ به وقت محلی روز ۷ آذر ۱۳۹۲ (۲۸ نوامبر ۲۰۱۳) شهرستان دشتستان در استان بوشهر را لرزاند. کانون زلزله در ۱۴ کیلومتری شمال شرق شهر برازجان مرکز شهرستان دشتستان، در عرض ‏۴۶٫۸″ ۲۱′ ۲۹° شمالی و طول ‏۵۰٫۴″ ۱۸′ ۵۱° شرقی اعلام شده‌است و تا کنون با چندین پس‌لرزه همراه بوده‌است.
برازجان در ۶۵ کیلومتری شرق بوشهر واقع شده‌است. گزارش‌ها حاکی از ریختن نمای برخی خانه‌ها و قطعی برق در شهرهای وحدتیه، دالکی و قسمتی از شهر برازجان است.
در مجموع ۱۹ روستا و سه شهر برازجان، آب‌پخش و وحدتیه در این زلزله خسارت دیده‌اند. این زلزله ۷ کشته و ۶۶ مصدوم بستری شده و ۱۴۴ مجروح سرپایی داشته‌است. ۳۰۰ واحد مسکونی و تجاری خسارت دیده‌اند.
حسن روحانی، رئیس جمهور ایران وقوع زلزله در برازجان را تسلیت گفت. او دو روز پس از زمین لرزه در جمع مردم زلزله زده برازجان و دشتستان قرار گرفت و سپس راهی عسلویه شد، این اولین سفر استانی وی پس از تصدی ریاست جمهوری بود.

## لرزه‌شناسی و پس‌لرزه‌ها
این زلزله در ۱۹ کیلومتری شمال شرق برازجان و ۸۰ کیلومتری شمال شرق بوشهر در ژرفای ۱۰ کیلومتری زمین رخ داده است. مسبب این زلزله گسل برازجان بطول ۱۰۰ کیلومتر در سامانه گسلی قطر – کازرون (شمالی- جنوبی) است. در سه روز آغازین بیش از ۴۶  پس‌لرزه داشته، و حداقل ۵  پس‌لرزه با بزرگای بیش از ۳٫۶ داشته و مهم‌ترین  پس‌لرزه این زلزله با بزرگای ۴٫۵ در روز اول زلزله ثبت شد.